# Középvonal
A középvonal a matematikában a háromszögekkel és a trapézokkal kapcsolatban használt fogalom. A háromszög középvonalai a két-két oldalának felezőpontját összekötő szakaszok, amik négy egybevágó, az eredeti háromszöghöz hasonló részre osztják a háromszöget. A trapéz középvonala a szárainak felezőpontját összekötő szakasz, ami párhuzamos az alapokkal, és felezi a trapéz magasságát. Hossza megegyezik az alapok hosszának számtani közepével. Ha a trapéz paralelogramma, akkor bármelyik párhuzamos oldalpár tekinthető szárnak, ezért a paralelogrammáknak két középvonaluk van.

## Tétel a háromszög középvonaláról
Tétel: A háromszög középvonala párhuzamos a háromszög harmadik oldalával, és hossza annak a fele.
Bizonyítás:
Az ABC háromszögben legyen {\displaystyle F} az {\displaystyle AC}, {\displaystyle G} pedig a {\displaystyle BC} oldal felezőpontja. Az {\displaystyle FGC} háromszög hasonló az {\displaystyle ABC} háromszöghöz, mivel van egy közös szögük ({\displaystyle ACB} szög), e szöget közrefogó két oldal aránya megegyezik (1:2). Így a hasonlóság miatt egyrészt {\displaystyle FG} az {\displaystyle AB} oldal fele, másrészt {\displaystyle FG} párhuzamos {\displaystyle AB}-vel (a szögek egyenlősége miatt).
Következmények:
- A háromszög középvonalai a háromszöget négy, az eredeti háromszöghöz hasonló háromszögre osztják.
- A súlyvonalak tétele: a súlyvonalak egy pontban metszik, és harmadolják egymást.

## Tétel a trapéz középvonaláról
Tétel:
A trapéz középvonala párhuzamos az alapokkal, és hossza egyenlő azok hosszának számtani közepével.
Bizonyítás:
A paralelogramma középvonalának tulajdonságain alapul.
Ha a trapézt az egyik szár felezőpontjára tükrözzük, akkor az eredeti és a tükörképként kapott trapézt összetéve paralelogrammát kapunk. Tekintjük ennek a középvonalát. Ez párhuzamos és egyenlő hosszú a paralelogramma megfelelő oldalpárjával, amely hossz egyenlő a trapéz alapjainak hosszának összegével. Ez megegyezik a trapéz középvonalának hosszának kétszeresével.

## Tétel a paralelogramma középvonaláról
Tétel:
A paralelogramma egy párhuzamos oldalpárjának felezőpontjait összekötő középvonal párhuzamos, és egyenlő hosszú a másik oldalpárral.
Bizonyítás:
Legyenek a paralelogramma csúcsai rendre A, B, C, és D. Jelölje F1 az AD, F2 a BC oldal felezőpontját.
AD és BC párhuzamos, és egyenlő hosszú, ezért AF1 párhuzamos, és egyenlő hosszú BF2-vel. Tehát AF1F2B paralelogramma.